# Chlumetia insularis
Chlumetia insularis là một loài bướm đêm trong họ Noctuidae.